# ای‌ال‌ای ۱۰ اکلیپس
ای‌ال‌ای ۱۰ اکلیپس یا الا ۱۰ اکلیپس (به انگلیسی: ELA 10 Eclipse) یک بالگرد ۲ نفره ساخت صنایع هوانوردی ای‌ال‌ای اسپانیا می‌باشد که مسافر در صندلی پشت سر خلبان قرار می‌گیرد.

## مشخصات اکلیپس ۱۰

### مشخصات کلی
- خدمه: ۱ خلبان
- ظرفیت: ۱ مسافر
- وزن خالی: ۲۷۵ کیلوگرم (۶۰۶ پوند)
- حداکثر وزن برخاست: ۵۰۰ کیلوگرم (۱۱۰۲ پوند)
- ظرفیت سوخت: ۸۷ لیتر
- موتور: ۱ موتور پیستونی افقی Rotax 912 ULS
- قدرت موتور: ۷۵ کیلو وات (۱۰۰ اسب بخار)

### کارایی
- سرعت کروز: ۱۵۰ کیلومتر بر ساعت (۹۳ مایل بر ساعت؛ ۸۸۱۱ KN)
- خطر تجاوز سرعت: ۱۸۰ کیلومتر بر ساعت (۱۱۲ مایل بر ساعت؛ ۹۷ KN)
- محدوده: ۷۲۰ کیلومتر (۴۴۷ مایل؛ ۳۸۹ NMI)